# Józef Skrzydlewski
Józef Skrzydlewski (ur. 21 lutego 1896 w Grodzisku Wielkopolskim, zm. 7 maja 1952 w Warszawie) – podpułkownik dyplomowany piechoty Wojska Polskiego II Rzeczypospolitej i Polskich Sił Zbrojnych.

## Życiorys
Urodził się 21 lutego 1896 r. w Grodzisku Wielkopolskim jako syn Franciszka i Wiktorii z domu Stroińska. Podczas nauki szkolnej należał do tajnego Towarzystwa Tomasza Zana, w ramach którego uczył młodzież języka polskiego i historii.
Jako podporucznik uczestniczył w I wojnie światowej w armii pruskiej, ale zdezerterował. Przedostając się do Grodziska przystąpił do organizowania oddziałów powstańczych i sformował trzy kompanie ochotników z Grodziska i okolicy.
W 1920 walczył na froncie wschodnim, gdzie dwukrotnie otrzymał Krzyż Walecznych. Po wojnie polsko–bolszewickiej pozostał nadal w służbie wojskowej, dochodząc w 1937 do stopnia podpułkownika. Pełnił służbę w 56 pułku piechoty wielkopolskiej w Krotoszynie. W 1924 pełnił służbę w Oddziale Szkolnym Oficerskiej Szkoły dla Podoficerów. W latach 1926–1928 był słuchaczem Wyższej Szkoły Wojennej w Warszawie. 31 października 1928 otrzymał dyplom naukowy oficera Sztabu Generalnego i przydzielony został do Biura Ogólno-Organizacyjnego Ministerstwa Spraw Wojskowych. W latach 30. XX wieku pełnił służbę w Oddziale II Sztabu Głównego WP, w którym między innymi od 1937 kierował pracami Wydziału III Planowania Wywiadu Wojennego i Dywersji Wojennej.
We wrześniu 1939 wraz ze Sztabem Głównym Naczelnego Wodza przekroczył w Kutach granicę Rumunii. Tam został internowany w Călimănești, skąd uciekł do Bukaresztu. Za uzyskane ze sprzedaży samochodu (Fiat 508) pieniądze, przedostał się przez Jugosławię i Włochy do Francji.
Władysław Sikorski zaoferował mu dowództwo pułku mającej się utworzyć 3 Dywizji Piechoty. Ostatecznie 18 grudnia 1939 otrzymał dowództwo I batalionu 2 pułku grenadierów wielkopolskich i sprawował je do 12 marca 1940 szkoląc napływających z Polski uciekinierów oraz polskich emigrantów pracujących we Francji. W chwili niemieckiego uderzenia, ppłk Józef Skrzydlewski został mianowany szefem sztabu 1 Dywizji Grenadierów i w tym charakterze brał udział w walkach. Za obronę Kanału Marna-Ren (Canal de la Marne au Rhin) dowództwo francuskie uhonorowało go Krzyżem Wojennym. Podczas próby przebicia się do Dunkierki dostał się do niewoli niemieckiej.
Przebywał w obozach jenieckich dla oficerów francuskich na terenie Westfalii: Oflag VI B Dössel, Soest i Münster. Po wyzwoleniu obozu w Münster w 1945 zaproponowano mu osiedlenie się w Wielkiej Brytanii z czego nie skorzystał. 3 czerwca 1947 został zdemobilizowany, a 30 lipca tego roku przyjechał do Polski.
10 lutego 1951, po powrocie do kraju, potajemnie aresztowany przez funkcjonariuszy UB i osadzony w Warszawie, w więzieniu przy Rakowieckiej, gdzie zmarł w 1952. Według oficjalnej wersji, zmarł na sklerotyczny wylew krwi do mózgu. Pogrzeb odbył się na nowym cmentarzu Powązkowskim.
Po objęciu władzy przez Władysława Gomułkę w 1956, rodzina otrzymała zgodę na ekshumację zwłok i pochowanie szczątków w grobie Powstańców Wielkopolskich w Grodzisku. Ekshumacji dokonano w październiku 1957, oprócz rodziny obecny był lekarz z Grodziska Wielkopolskiego, dr Antoni B. Henke, kolega podpułkownika Józefa Skrzydlewskiego z czasów gimnazjalnych. Uroczystości pogrzebowe w Grodzisku Wielkopolskim trwały cztery dni, od 10 do 13 października 1957. Po przywiezieniu do Grodziska, trumnę wystawiono w odpowiednio przygotowanej i przyozdobionej kwiatami świetlicy kolejowej, gdzie przez cały czas wartę honorową pełnili harcerze. W dniu pogrzebu 13 października 1957, trumnę przeniesiono w procesji do kościoła farnego, gdzie przy udziale licznie zgromadzonych mieszkańców i Powstańców Wielkopolskich odprawiono mszę żałobną. Kiedy kondukt prowadzony przez syna podpułkownika Władysława B. Skrzydlewskiego, kapłana Zakonu Dominikanów, wyruszył z kościoła na cmentarz, nad niesioną trumną pochyliło się ponad dwadzieścia sztandarów Powstańców Wielkopolskich przybyłych z różnych miast. W pogrzebie uczestniczyła ogromna liczba mieszkańców Grodziska i innych ośrodków powstańczych, harcerze oraz organizacje społeczne. Przybył także specjalny wysłannik Rady Państwa, pan Mazur, który udekorował trumnę Wielkopolskim Krzyżem Powstańczym. Ppłk dypl. Józef Skrzydlewski spoczął w grobowcu Powstańców Wielkopolskich, wśród poległych żołnierzy wielkopolskiego zrywu z 1918.

## Awanse
- kapitan – zweryfikowany ze starszeństwem z dniem 1 czerwca 1919 r. (w 1924 r. zajmował – 836 lokatę, a cztery lata później – 436 lokatę w korpusie oficerów zawodowych piechoty)
- major – 27 stycznia 1930 r. ze starszeństwem z dniem 1 stycznia 1930 r. i 52 lokatą w korpusie oficerów zawodowych piechoty
- podpułkownik – 19 marca 1937 r.

## Ordery i odznaczenia
- Krzyż Walecznych (trzykrotnie: po raz 2 i 3 w 1921)[2]
- Srebrny Krzyż Zasługi (24 grudnia 1928)[3]
- Wielkopolski Krzyż Powstańczy (pośmiertnie, 9 października 1957)[4]
- Medal Pamiątkowy za Wojnę 1918–1921[5]
- Medal Dziesięciolecia Odzyskanej Niepodległości[5]
- Krzyż Oficerski Orderu Białego Lwa (Czechosłowacja, 1933)[6][7]
- Krzyż Kawalerski Orderu Legii Honorowej (Francja[7]
- Krzyż Wojenny (Francja)

## Rodzina
Żonaty z Adelą Ziembiewicz (1900–1969, pochowana na Cmentarzu Górczyńskim w Poznaniu), z którą miał dwóch synów: Zygmunta (1922–1994) i Władysława (1925-2004) – prawnik, pracownik NBP w Poznaniu, a następnie dominikanin.
Jego wnukiem jest rysownik Jacek Skrzydlewski.

## Upamiętnienie
13 października 2010 jedno z rond w Grodzisku Wielkopolskim zostało nazwane imieniem ppłk. Józefa Skrzydlewskiego.